# Ontherus sulcator
Ontherus sulcator là một loài bọ cánh cứng trong họ Bọ hung (Scarabaeidae).